# Univers de De Sitter

Animació d'un univers de Sitter, que s'expandeix exponencialment com a(t) = e H t. Aquest model està dominat per la constant cosmològica de Ω Λ = 1 Aquest és un model teòric que en realitat no està implementat al nostre univers.

Un univers de Sitter és una solució cosmològica de les equacions de camp d'Einstein de la relativitat general, que porta el nom de Willem de Sitter. Modela l'univers com espacialment pla i descuida la matèria ordinària, de manera que la dinàmica de l'univers està dominada per la constant cosmològica, que es creu que correspon a l'energia fosca del nostre univers o al camp d'inflació a l'univers primerenc. Segons els models d'inflació i les observacions actuals de l'univers en acceleració, els models de concordança de la cosmologia física convergeixen en un model coherent on el nostre univers es va descriure millor com un univers de Sitter en un moment aproximadament. {\displaystyle t} = 10−33 s després de la singularitat fiducial del big-bang, i molt en el futur.

## Expressió matemàtica
Un univers de Sitter no té contingut de matèria ordinària però amb una constant cosmològica positiva ({\displaystyle \Lambda }) que estableix la taxa d'expansió, {\displaystyle H}. Una constant cosmològica més gran condueix a una taxa d'expansió més gran:
{\displaystyle H\propto {\sqrt {\Lambda }},}

Evolució de l'univers de Sitter (blau fosc, corba superior) en comparació amb altres models.

on les constants de proporcionalitat depenen de convencions.
És habitual descriure un pedaç d'aquesta solució com un univers en expansió de la forma FLRW on el factor d'escala ve donat per
{\displaystyle a(t)=e^{Ht},}
on la constant {\displaystyle H} és la taxa d'expansió del Hubble i {\displaystyle t} és el temps. Com en tots els espais FLRW, {\displaystyle a(t)}, el factor d'escala, descriu l'expansió de les distàncies físiques espacials.
Únic als universos descrits per la mètrica FLRW, un univers de Sitter té una Llei de Hubble que no només és coherent a tot l'espai, sinó també a tot el temps (ja que el paràmetre de desacceleració és {\displaystyle q=-1} ), satisfent així el principi cosmològic perfecte que assumeix isotropia i homogeneïtat al llarg de l'espai i el temps. Hi ha maneres de llançar l'espai de Sitter amb coordenades estàtiques (vegeu l'espai de Sitter), de manera que, a diferència d'altres models FLRW, l'espai de Sitter es pot pensar com una solució estàtica de les equacions d'Einstein tot i que les geodèsiques seguides pels observadors necessàriament divergeixen com s'esperava de l'expansió de les dimensions físiques espacials. Com a model per a l'univers, la solució de De Sitter no es va considerar viable per a l'univers observat fins que es van desenvolupar models per a la inflació i l'energia fosca. Abans d'això, es suposava que el big-bang només implicava l'acceptació del principi cosmològic més feble, que sosté que la isotropia i l'homogeneïtat s'apliquen espacialment però no temporalment.

## Expansió relativa
L'expansió exponencial del factor d'escala significa que la distància física entre dos observadors que no s'acceleren eventualment anirà creixent més ràpidament que la velocitat de la llum. En aquest moment, aquests dos observadors ja no podran establir contacte. Per tant, qualsevol observador en un univers de De Sitter tindria horitzons cosmològics més enllà dels quals aquest observador mai pot veure ni aprendre cap informació. Si el nostre univers s'acosta a un univers de De Sitter, finalment no podrem observar cap galàxia que no sigui la nostra pròpia Via Làctia (i cap altra del Grup Local lligat gravitacionalment, suposant que d'alguna manera sobrevisquin fins a aquest moment sense fusionar-se).

## Paper en el model de referència
El model de referència és un model que consisteix en un univers format per tres components (radiació, matèria ordinària i energia fosca) que s'ajusten a les dades actuals sobre la història de l'univers. Aquests components fan diferents contribucions a l'expansió de l'univers a mesura que passa el temps. Concretament, quan l'univers està dominat per la radiació, el factor d'expansió s'escala com {\displaystyle a\propto t^{\frac {1}{2}}}, i quan l'univers està dominat per la matèria {\displaystyle a\propto t^{\frac {2}{3}}}. Com que tots dos creixen més lentament que l'exponencial, en el futur el factor d'escala estarà dominat pel factor exponencial. {\displaystyle a\propto e^{H_{0}t}} representant l'univers pur de Sitter. El punt en què això comença a produir-se es coneix com el punt d'equivalència matèria-lambda i es creu que l'univers actual està relativament a prop d'aquest punt.